# Каранська сільська рада
Кара́нська сільська рада (рос. Каранский сельский совет) — муніципальне утворення у складі Буздяцького району Башкортостану, Росія. Адміністративний центр — село Каран.

## Населення
Населення — 1653 особи (2019, 2125 у 2010, 2219 у 2002).

## Склад
До складу поселення входять такі населені пункти:
| Населений пункт    | Населення, осіб (2002) | Населення, осіб (2010) |
| ------------------ | ---------------------- | ---------------------- |
| Амірово, село      | 440                    | 482                    |
| Байраш, присілок   | 89                     | 106                    |
| Ішменево, присілок | 52                     | 53                     |
| Каран, село        | 449                    | 358                    |
| Новоактау, село    | 166                    | 141                    |
| Сабанаєво, село    | 207                    | 188                    |
| Староактау, село   | 302                    | 303                    |
| Урал, присілок     | 46                     | 47                     |
| Ураново, присілок  | 444                    | 419                    |
| Юрактау, присілок  | 24                     | 28                     |